# Plaza de la Constitución (Almería)
La plaza de la Constitución, también conocida como plaza Vieja, es una plaza situada en el centro histórico de la ciudad española de Almería. Durante la época musulmana se encontraba en este lugar el zoco, consolidándose su carácter de plaza en el siglo XIX. Alberga la sede del ayuntamiento de la ciudad, construido a finales de dicho siglo, proyecto del arquitecto almeriense Trinidad Cuartara, así como el monumento a los Mártires de la Libertad.

## Monumentos y museos

### Casa Consistorial
Las primeras casas consistoriales estuvieron ubicadas entre las calles Reina y Molino Cepero, junto a la puerta de la muralla. Tras el terremoto de Almería de 1522, la Almedina se despobló y el ayuntamiento se trasladó a la plaza del Juego de Cañas, lugar de mercado y fiestas. Esta plaza es el germen de la plaza de la Constitución actual, y se dice que se dedicaron 10 000 ducados para ampliar una vivienda en la misma. Durante unas obras de restauración se halló un vítor, donde se lee "La muy noble ciudad de Almería", datado de 1654 y que formaba parte de la fachada original del edificio.
Más tarde se porticó el edificio y donde antes existían balcones se hicieron terrazas. En 1785 estas terrazas acabaron convertidas en el salón de plenos. Finalmente, la fachada y la mayoría del edificio actual fueron obra de Trinidad Cuartara Cassinello, quien realizó el proyecto original en 1902.Desde el carrillón del ayuntamiento se puede escuchar el Fandanguillo de Almería, composición de Gaspar Vivas.
En 2004 el edificio tuvo que ser desalojado debido a un problema estructural que ponía en riesgo de derrumbe el edificio.El ayuntamiento fue trasladado entonces al sanatorio, frente a la Estación Intermodal de Almería. Desde entonces comenzó un largo período de rehabilitación que ha durado más de 20 años. La primera fase consistió en reforzar la cimentación y modificar la estructura del edificio y no concluyó hasta el 5 de septiembre de 2018.La segunda fase, más centrada en el interior del edificio, también sufrió varios retrasos y concluyó el 15 de julio de 2024. Durante los siguientes dos meses se realizarán visitas guiadas para que la ciudadanía conozca el edificio restaurado, antes de que los servicios municipales tomen posesión del mismo.

### Monumento a los Mártires de la Libertad

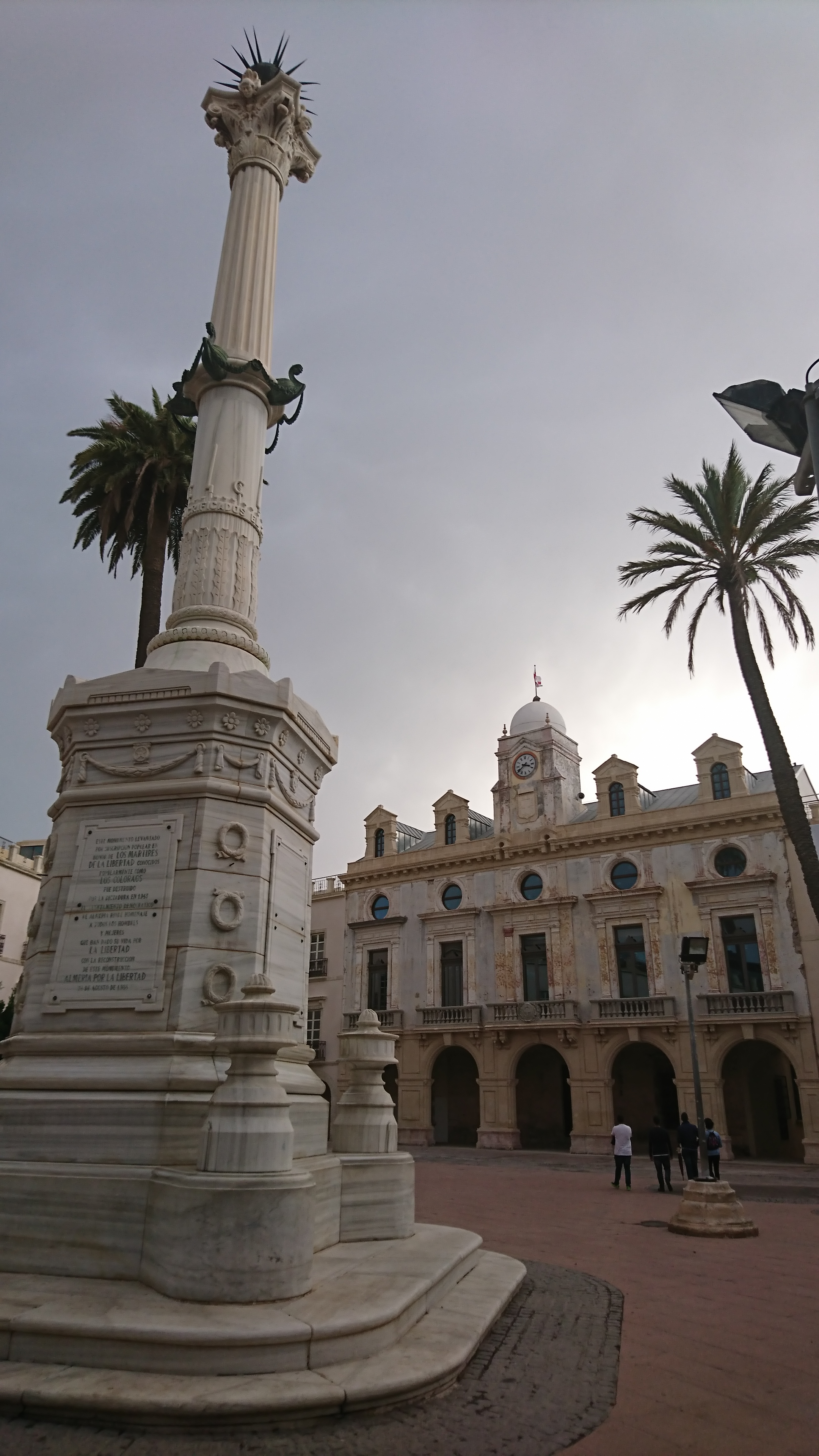
Ayuntamiento de Almería y monumento a los Mártires de la Libertad

Este monumento conocido también como monumento de los Coloraos o Pingurucho, conmemora el Pronunciamiento de Almería o de los Coloraos de agosto de 1824. Homenajea a los liberales que llegaron a las costas de Almería y se pronunciaron contra el absolutismo de Fernando VII y a favor de la Constitución de 1812, que finalmente serían fusilados por el rey el 24 de agosto de ese mismo año.
El monumento original se construyó entre 1868 y 1870 y estaba situado en la Puerta de Purchena. En 1900 se traslada a la plaza de la Constitución hasta que fue derribado por orden del ayuntamiento franquista en 1943. El actual fue reconstruido en 1988 por petición popular. Se trata de una gran columna de mármol blanco de Macael rematada con un capitel corintio y una esfera que simboliza el sol.

### Centro de Interpretación Patrimonial de Almería
En el recinto de la plaza de la Constitución también se puede encontrar el Centro de Interpretación Patrimonial de Almería, también conocido como CIP de Almería, que abrió al público el 23 de noviembre de 2014. Este museo está dedicado a la historia local, destacando el paso de la ciudad desde la época musulmana hasta la actualidad y alberga una terraza-mirador con vistas hacia la plaza y la alcazaba. La entrada es gratuita.